# Min have i Provence
|  | Denne artikel er oprettet af botten Steenthbot ud fra en ekstern database. Den kan derfor have sproglige fejl eller mangler. Denne skabelon kan fjernes efter kontrol af indholdet. |

Min have i Provence er en dansk dokumentarfilm fra 1963 instrueret af Ib Schmedes efter eget manuskript.

## Handling
Det særprægede insektliv, der udfolder sig i Provence, hvor billedhuggeren Ib Schmedes bor.